# 齐家坪遗址
齐家坪遗址是一处位于中国甘肃省广河县齐家镇园子坪村的新石器时代遗址，1996年11月20日公布为第四批全国重点文物保护单位。齐家文化最早发现于齐家坪遗址并因此得名。